# Rutherfórdio
O rutherfórdio (Eka-Háfnio) tem símbolo químico 'Rf' com número atômico 104 (104 prótons e 104 elétrons).
Este elemento é altamente radioativo, com a maioria dos seus isótopos com meias-vidas abaixo de 70 segundos. Consequentemente, este elemento não apresenta qualquer aplicação conhecida e pouco se conhece sobre ele. O elemento é o primeiro transactinídeo e se prevê que apresente propriedades químicas semelhantes ao elemento háfnio.

## História
O rutherfórdio (nome dado em homenagem ao físico e químico neozelandês Ernest Rutherford) foi documentado como sendo o primeiro elemento sintético produzido pelo "Instituto de Pesquisa Nuclear de Dubna", (U.R.S.S.), em 1964. Estes pesquisadores, liderados por G. N. Flevor, bombardearam o plutônio-242 com íons de neônio-22, detectando um isótopo que sugeriram ser o elemento 104 de número de massa 260.
Em 1969, pesquisadores da Universidade da Califórnia, Berkeley, sintetizaram o elemento bombardeando o califórnio-249 com carbono-12. O grupo de investigadores da Universidade da Califórnia relataram, também, que não conseguiram reproduzir a síntese realizada anteriormente pelos cientistas soviéticos.
O resultado disto gerou controvérsias. Os soviéticos nomearam o elemento 104 de Kurchatóvio, símbolo Ku, em homenagem ao russo Igor Kurchatov (1903-1960), ex-chefe da pesquisa nuclear soviética. Em 1969, Albert Ghiorso, membro da equipe Norte-Americana sugeriu o nome Rutherfórdio. Em 1994, a IUPAC propôs o nome dúbnio (atualmente o elemento 105) em homenagem ao primeiro local em que foi descoberto (Dubna).
A União Internacional de Química Pura e Aplicada (IUPAC) adotou "Unnilquádio" (Unq) como um nome provisório para este elemento até que, finalmente em 1997, indicou para o elemento 104 o nome rutherfórdio (Rf) em homenagem ao físico nuclear Ernest Rutherford (1871–1937).

## Química Experimental
Rutherfórdio é o primeiro elemento transactinídeo e o segundo membro da série de metais de transição 6d. Os cálculos relativos à seus potenciais de ionização, raio atômico, bem como raios, as energias orbitais, e níveis fundamentais dos seus estados ionizados são semelhantes à de háfnio e muito diferente dos de chumbo. Portanto, concluiu-se que as propriedades básicas do Rf se assemelharam aos de outros elementos do grupo 4, colocando-o abaixo de titânio, zircônio e háfnio. [21] [32] Algumas das suas propriedades foram determinadas por experiências em fase gasosa e química aquosa. O estado de oxidação +4 é o único estado estável para os dois últimos elementos e portanto rutherfórdio também deve exibir um estado de oxidação +4 estável. [32] Para além disso, também é esperado que o rutherfórdio seja capaz de formar um estado +3 menos estável. [2] O potencial de redução padrão do par Rf+4/Rf é predito para ser maior do que -1,7 V. [3]
As propriedades químicas do rutherfórdio foram baseados em cálculo que indicaram que os efeitos relativísticos sobre as camadas de elétrons podem ser forte o suficiente para que os orbitais p têm um nível de energia menor do que os orbitais d , dando-lhe uma configuração eletrônica de valência anômala de [ Rn ] 5f14 6d1 7s2 7p1 ou mesmo [Rn] 5f14 7s27p2, portanto, fazendo com que o elemento se comportasse mais como chumbo do que como o háfnio. Com melhores métodos de cálculo e estudos das propriedades químicas dos compostos do elemento, poderia ser mostrado que o rutherfórdio comporta-se de acordo com os demais elementos do grupo  4. [2] [32]
De um modo análogo ao zircônio e háfnio, presume-se que o rutherfórdio forme um óxido muito estável e refratário, 
RfO2. Ele reage com halogênios para formar tetra-halogenetos, 
RfX4, que se hidrolisam em contato com a água para formar oxi-halogenetos 
RfOX2. Os tetra-halogenetos são sólidos voláteis existentes como moléculas tetraédricas monoméricas na fase de vapor. [32]
Na fase aquosa, o íon Rf+4 hidrolisa menos que titânio (IV) e a uma extensão similar à de zircónio e háfnio, resultando assim em cátions RfO+2. O tratamento dos haletos com excesso de íons haleto promove a formação de íons complexos. A utilização de íons cloreto e brometo produz os complexos hexa-haletos 
RfCl6–2 e 
RfBr6–2. Para os complexos de flúor, zircônio e háfnio tendem a formar complexos hepta e octacoordenados. Assim, para o íon rutherfórdio maior, os complexos 
RfF6–2, 
RfF7–3 e 
RfF8–4  são possíveis. [32]